# Dinotopia (miniserie)
Dinotopia is een zes uur durende miniserie gebaseerd op het gelijknamige fictieve eiland bedacht door James Gurney. De serie is een coproductie van Disney Television en Hallmark Entertainment.
De miniserie ging in première als een aflevering van the Wonderful World of Disney op 12 mei 2002. Het succes van de serie leidde tot een televisieserie.

## Verhaal
De halfbroers Karl en David Scott maken met hun vader een vluchtje in diens privévliegtuig. Ze komen echter in een storm terecht en storten neer voor de kust van een onbekend eiland. Hun vader verdwijnt na de crash spoorloos. Karl en David ontdekken al snel dat het eiland bewoond wordt door intelligente dinosauriërs, en andere mensen die hier ooit zijn aangespoeld.
De twee jongens worden opgenomen in de gemeenschap, maar hebben moeite zich aan te passen. Ze raken al snel bevriend met Zippo, een neurotische Stenonychosaurus die in staat is Engels te spreken. De regels van Dinotopia verbieden Karl en David om het eiland weer te verlaten.
Dan blijkt dat het eiland bedreigd wordt. De zonnestenen die door de eilandbewoners worden gebruikt als krachtbron en bescherming tegen de weinige roofdieren op het eiland verliezen langzaam hun energie, en niemand weet met zekerheid waar nieuwe te vinden zijn. De broers besluiten de bevolking een handje te helpen. Ze ontdekken dat er mogelijk nieuwe zonnestenen zijn in de onderwereld, een netwerk van ondergrondse grotten. De wetten van Dinotopia verbieden hen echter daarheen te gaan. Tevens worden ze van achter de schermen tegengewerkt door iemand die het minder goed voorheeft met het eiland.

## Cast
- Tyron Leitso - Karl Scott
- Wentworth Miller - David Scott
- David Thewlis - Cyrus Crabb
- Katie Carr - Marion Waldo
- Jim Carter - Mayor Waldo
- Alice Krige - Rosemary Waldo
- Colin Salmon - Oonu
- Hannah Yelland - Romana Denison
- Lee Evans - Zippo (stem)
- Terry Jones - Messenger Bird (stem)
- Stuart Wilson - Frank Scott
- Anna Maguire - Samantha Waldo

## Dinosauriërs
- Ankylosaurus
- Brachiosaurus ("Brach")
- Chasmosaurus
- Dimorphodon ("Messenger Bird")
- Parasaurolophus ("Overlander"/Bewaker)
- Mosasaurus
- Pteranodon
- Quetzalcoatlus skybax
- Stegosaurus
- Troodon
- Tyrannosaurus Rex

## Oorsprong
Plannen voor Dinotopiafilm bestonden al een tijdje, en zowel Columbia Pictures als Disney probeerden deze film te maken. De plannen werden echter verworpen daar het project te duur zou zijn.
Robert Halmi Sr., hoofd van Hallmark Entertainment, kocht de filmrechten na Gurneys boek te hebben gelezen. Hij besloot er een miniserie van te maken zodat het verhaal verder kon worden uitgebreid.
De serie gebruikt voor de plot details uit Gurneys eerste twee boeken: Dinotopia en Dinotopia: The World Beneath, maar speelt zich in een later tijdperk af dan die boeken. In plaats van schipbreukelingen uit het victoriaanse tijdperk zijn de hoofdrolspelers in de serie twee Amerikaanse tieners die met hun vliegtuigje neerstorten op Dinotopia.

## Productie
Halmi was bereid om $80 miljoen in de serie te steken, ondanks dat zijn vorige miniserie met een fantasythema, The Tenth Kingdom, niet goed werd ontvangen. Meer dan 75% van de scènes vereisten visuele effecten, vooral voor de interactie tussen mensen en dinosauriërs. De computergeanimeerde dinosauriërs werden gemaakt door Framestore CFC, die ook de computeranimatie verzorgde voor de Walking with Dinosaurs-serie.
Computeranimatie werd behalve voor de dinosauriërs ook gebruikt voor de landschappen. Veel van de sets werden maar gedeeltelijk gebouwd, en de rest werd er later digitaal bij getekend.
Jim Henson's Creature Shop leverde de animatrons die voor enkele dinosauriërs werden gebruikt.